# Helicops
Helicops (v německém originále HeliCops – Einsatz über Berlin) je německý televizní seriál režisérů Gabriele Haberling, Andy Bausche a Thomase Jacoba z let 1998 až 2001, původně vysílaný na německé soukromé televizní stanici Sat.1. Seriál vypráví o zvláštní policejní jednotce Astro-Komando AK1, která v boji s organizovaným zločinem používá vrtulník AK-1 (Eurocopter EC 135). Pilotní film byl následován třemi řadami o celkovém počtu 34 dílů.